# Miroslav Menc
Miroslav Menc (Rumburk, 16 marzo 1971) è un ex pesista e discobolo ceco.
Ha ricevuto due squalifiche per doping: la prima di due anni nel 1998, poco dopo agli europei indoor di Valencia, e la seconda a vita nel 2001.

## Palmarès
| Anno | Manifestazione    | Sede     | Evento           | Risultato | Misura  | Note                          |
| ---- | ----------------- | -------- | ---------------- | --------- | ------- | ----------------------------- |
| 1989 | Europei juniores  | Varaždin | Getto del peso   | 9º        | 16,68 m |                               |
| 1989 | Europei juniores  | Varaždin | Lancio del disco | 6º        | 52,46 m |                               |
| 1990 | Mondiali juniores | Plovdiv  | Lancio del disco | 7º        | 53,28 m |                               |
| 1993 | Universiadi       | Buffalo  | Getto del peso   | 8º        | 18,45 m |                               |
| 1995 | Mondiali          | Göteborg | Getto del peso   | 27º       | 17,54 m |                               |
| 1995 | Universiadi       | Fukuoka  | Getto del peso   | 4º        | 18,88 m |                               |
| 1996 | Olimpiadi         | Atlanta  | Getto del peso   | 21º       | 18,69 m |                               |
| 1997 | Mondiali indoor   | Parigi   | Getto del peso   | 9º        | 19,66 m |                               |
| 1997 | Mondiali          | Atene    | Getto del peso   | 16º       | 19,23 m |                               |
| 1998 | Europei indoor    | Valencia | Getto del peso   | dq        | dq      |                               |
| 2000 | Europei indoor    | Gand     | Getto del peso   | Bronzo    | 20,23 m | Miglior prestazione personale |
| 2000 | Olimpiadi         | Sydney   | Getto del peso   | 10º       | 19,39 m |                               |
| 2001 | Mondiali indoor   | Lisbona  | Getto del peso   | 6º        | 20,08 m |                               |